# Journée Pangea

Logo officiel de l'événement, représentant la Pangée, supercontinent originel auquel le nom de l'événement fait référence

La journée Pangea (en anglais Pangea Day) est un événement cinématographique planétaire, organisé par la journaliste et documentariste égyptienne Jehane Noujaim, gagnante du Prix TED. La première édition de cette journée a eu lieu le 10 mai 2008, simultanément sur les sites officiels de l'organisation, dans des lieux publics et privés autour du globe.

## Description
La journée Pangea est une opération mondiale d'appel à la production de films par quiconque désire participer à cet événement. Les organisateurs de la journée ont demandé aux gens du monde entier de créer des courts métrages qui font une incursion dans la vie, à propos de divers sujets universels. À la date limite des soumissions le 15 février 2008, l'organisation avait reçu 2 560 films en provenance de 105 pays. La documentariste et initiatrice de l'événement, Jehane Noujaim, ainsi qu'un jury composé de réalisateurs mondialement reconnus, sélectionneront les réalisateurs dont les films seront projetés simultanément dans le monde entier, intercalés de concert live et de discours activistes.
Organiser un tel événement est venu à l'idée de Noujaim, alors qu'elle était dans la salle de montage de son documentaire Control Room qui porte sur la relation entre Al Jazeera et le United States Central Command. Elle dit avoir pris conscience de l'immense impact médiatique que pouvait avoir la télévision ou les films documentaires. Après avoir vu l'incroyable travail accompli par les organisations dans les régions de conflit, elle réalisa qu'elle pouvait mettre en contact des documentaristes et la population qui opère des changements sur le terrain,.
L'événement s'est tenu pour la première fois le 10 mai 2008 de 18 à 22 heures UTC, simultanément dans six sites officiels situés à Rio de Janeiro, Le Caire, Bombay, Kigali, Londres et Los Angeles, mais également dans plusieurs lieux publics et privés autour du globe, puisque quiconque peut organiser une projection à l'endroit qu'il désire. La projection et les concerts sont diffusés via plusieurs supports, dont la télévision, l'Internet, les cinémas numériques, les assistants personnels, téléphones mobiles, etc.
Un réalisateur de court métrage par continent se voit attribuer une récompense de 5 000$ et le grand gagnant une bourse de 20 000$ pour produire un documentaire ou un long métrage.

## Participations
Pour qu'un tel événement soit rendu possible, l'organisation compte sur la participation de plusieurs intervenants, autant pour produire l'événement que pour le diffuser.
Des personnalités connues du monde du cinéma, de la production d'événements et de la musique participent à l'événement. On compte entre autres J. J. Abrams, Lawrence Bender, Alan Cumming, Richard Curtis, Cameron Diaz, Bob Geldof, Goldie Hawn, Vik Muniz, Mira Nair, Alexander Payne, Richard Rogers, Meg Ryan, Paul Simon, Dave Stewart, Will.i.am, et plusieurs autres.
Pour la diffusion, en plus des six sites où se tient l'événement en simultané, l'organisation compte sur des milliers de sites publics et privés. Toute personne ayant le désir de devenir un point de diffusion, peut s'inscrire gratuitement sur le site officiel de l'événement : écoles, bureaux, bistrots, cinémas, places publiques ou simplement dans les foyers privés. Tout le monde peut bénéficier gratuitement de l'un des moyens d'accès à l'événement.